# Guoth György Endre
Guoth György Endre (Guoth Gy. Endre) (Kemenesszentmárton, 1885. december 11. – Budapest, 1978. november 17.) egyetemi tanár, az állatorvostudományok kandidátusa (1952), a mezőgazdaság kiváló dolgozója.

## Életpályája
1904-ben a soproni líceumban érettségizett. Állatorvosi tanulmányait Budapesten végezte el 1909-ben. 1909–1915 között az Állatorvosi Főiskola Sebészeti Klinika gyakornoka, asszisztense, 1915–1925 között segédtanára volt. 1913-ban szerezte doktori oklevelét. 1913–1914 között egy éves külföldi tanulmányúton volt. 1913–1915 között a Patkolástani Intézet megbízott vezetője, 1915–1925 között vezetője volt. 1915-ben adjunktus lett. 1915–1948 között egyetemi oktató volt. 1917–1921 között a könyvtárosi munkákat is elvégezte. 1925–1930 között az állatorvosi sebészet nyilvános rendkívüli tanára volt. 1930–1934 között a sebészet és a szemészet nyilvános rendes tanára volt. 1934–1948 között a budapesti József Nádor Műszaki és Gazdaságtudományi Egyetem Mezőgazdasági és Állatorvosi Kara, illetve a Magyar Agrártudományi Egyetem Állatorvos-tudományi Kar Sebészeti Klinika nyilvános rendes tanára és a Klinika vezetője volt. Az 1944/45. tanévben a Mezőgazdasági és Állatorvosi Kar, az 1945/46. és az 1946/47. tanévben az Állatorvosi Kar dékánja, 1947–1948 között dékánhelyettese volt. 1949-ben kényszernyugdíjazták. 1949–1959 között a Székesfehérvári Állatorvosi Ambulancia vezetője, egyúttal a lóversenypályák állatorvos szakértője. 1959-től szakértőként továbbra is részt vett a versenylovak mozgásszervi bántalmainak gyógyításában.
Szakmai működésének középpontjában az állatok mozgásszervi betegségeinek diagnosztikája és terápiája áll. E tárgykörből a hazai és külföldi folyóirat-szakirodalomban több értékes szakközleményt publikált.

## Családja
Szülei: Guoth György és szepesvárallyai Várallyai Ida (1856–1917) voltak. Testvére: Guoth Jenő és Guoth Irén. Felesége, Szalay Ilona (1888–1962) volt. Fia: Guoth Endre; leánya: Guoth Ilona, Szepeshelyi Andor (1903–1989) állatorvos, egyetemi tanár felesége.
Sírja a Farkasréti temetőben található.

## Művei
- A nyelőcső eltömülésének néhány esete (Állatorvosi Lapok, 1911)
- Védekezés műtét közben a lovak előrevágása és ágaskodása közben. – Kötőszöveti daganat ló praeputiumán (Állatorvosi Lapok, 1912)
- A ló musculus interrossaeus mediusának betegségei. Állatorvos-doktori értek (Budapest, 1912)
- A patkolás befolyása a pata egyenletes megterhelésére, tekintettel a szabálytalan végtagállásokra. – A patkó hegyfalának felhajlításáról (Állatorvosi Lapok, 1914)
- Az állatorvosi főiskolák patkolástani intézetei és a patkolástan tanítása. – A német patkolóiskolákról és a patkolóiparra vonatkozó törvényes intézkedésekről (Állatorvosi Lapok, 1915)
- Mankós lábállás csűdsömör következményeként (Állatorvosi Lapok, 1917)
- A Stark-féle patkolásról (Állatorvosi Lapok, 1919)
- Csonthártyagyulladás telivér versenylovak metacarpusának dorsalis felületén és a metacarpus csontszerkezetének átalakulása. (Közlemények az összehasonlító élet- és kórtan köréből. Budapest, 1924)
- A pata és a csülkök ápolása és betegségei (monográfia 267 képpel; Budapest, 1926; hasonmás kiadás: Székesfehérvár, 1998)
- Adatok a lovak lábközépcsontjának csontszerkezetéhez és alakváltozásaihoz (Budapest, 1929)
- A tevékről és ujjaik berendezéséről, különös tekintettel az átalakult bőrképletekre (A Természet, 1929)
- A háziállatok ujjain hiányos gondozás miatt keletkező hibák és kóros elváltozások (A magyar királyi Földmívelésügyi Minisztérium rádióelőadásainak sorozata. I–II. kötet; Budapest, 1929)
- Szövettani vizsgálatok a metacarpus compactája megvastagodásának gyulladásos vagy hypertrophiás eredetéről (Állatorvosi Lapok, 1930)
- Vércsoport-meghatározás lovakon és kutyákon, tekintettel a vérátömlesztésre (Állatorvosi Lapok, 1934)
- Vérátömlesztés lovakba és kutyákba (Kómár Gyulával; Állatorvosi Lapok, 1935)
- Az állóhelyzetben való castratio. – A kyrptorchid háziállatok castrálása (Állatorvosi Lapok, 1936)
- A seborvoslásról (Közlemények az összehasonlító élet- és kórtan köréből. Budapest, 1937)
- A szembetegségek és -hibák elbírálása a szavatosság nézőpontjából, különös tekintettel az ún. havivakságra. – Akropachia lóban (Állatorvosi Lapok, 1937)
- A ló ujjhajlítóinának ficamodása a csánkon. – Teljes ficamodás a lő lábtőízületében. – Adatok a ló ujjnyújtóinainak functionalis szerkezetéhez és betegségeihez (Állatorvosi Lapok, 1939)
- Kutya gyomrának csavarodása (Állatorvosi Lapok, 1940)
- A m. supraspinatus és a m. infraspinatus szakadása és a n. suprascapularis bénulása lóban (Állatorvosi Lapok, 1941)
- A háziállatok tartásával és használatával kapcsolatos sebészeti megbetegedések (Budapest, 1941)
- Epiphysis-leválás ló utolsó hátcsigolyáján. – Adatok az angol telivér versenylovak medencecsontjainak töréseihez. – A m. semitendinosus szakadás után keletkezett rövidülésének megszüntetése lovon. – Húgyhólyagbetüremkedés és előesés kancán (Állatorvosi Lapok, 1942)
- Sebészet. 1. Sebészeti betegvizsgálat és általános sebészet (Egyetemi tankönyv; Budapest, 1944)